# Љетавска Свина-Бабков
Љетавска Свина-Бабков (слч. Lietavská Svinná-Babkov) насељено је мјесто са административним статусом сеоске општине (слч. obec) у округу Жилина, у Жилинском крају, Словачка Република.

## Становништво
| Година:    | 1994. | 2004.   | 2014.   | 2024.   |
| ---------- | ----- | ------- | ------- | ------- |
| Број људи: | 1491  | 1562    | 1714    | 1725    |
| Разлика:   |       | +4,76 % | +9,73 % | +0,64 % |

| Година:    | 2023. | 2024.   |
| ---------- | ----- | ------- |
| Број људи: | 1717  | 1725    |
| Разлика:   |       | +0,46 % |

Према подацима о броју становника из 2024. године насеље је имало 1725 становника.